# HMS Ceres (établissement terrestre)
Le HMS Ceres est un établissement terrestre de formation  de la Royal Naval Reserve, situé à Leeds, dans le Yorkshire de l'Ouest en Angleterre.

## Historique
L'ancien HMS Ceres était une unité de la Royal Naval Reserve (RNR) à Yeadon, dans le Yorkshire de l'Ouest, qui a été mise hors service en 1995 à la suite du programme de restructuration Options for Change (en).
En 1999, la décision a été prise de rétablir une présence de la Royal Naval Reserve dans le Yorkshire de l'Ouest et une unité satellite nommée Calder Division a été ouverte à Batley pour former des évaluateurs de communications, bien que la nature temporaire de l'hébergement et l'équipement limité aient entraîné des difficultés de recrutement. Un bâtiment alternatif, Carr Lodge, a été trouvé dans Carlton Barracks (en), à Leeds et a subi une rénovation offrant des installations modernes.
L'unité a été rebaptisée Ceres Division et a été officiellement inaugurée le 14 mai 2005 avec un défilé d'un Garde d'honneur de son unité mère de l'époque, le HMS Sherwood, et de la musique fournie par le Royal Marines Band Service (en) d'Écosse.
Un plan de rénovation et d'agrandissement de Carr Lodge a été approuvé avec des travaux achevés en 2015 sur une nouvelle aile de formation de deux étages avec des salles de classe ultramodernes, des vestiaires agrandis et un bloc d'hébergement avec des lits permanents. Les travaux précédents avaient ajouté une installation de stockage et une cuisine.

## Mise en service
Lors d'une visite à l'unité le 21 mai 2015, le chef des réserves maritimes, le commodore Andrew Jameson, a annoncé que la division Ceres serait mise en service, devenant le sixième HMS Ceres le 1er septembre 2015. L'unité a été officiellement mise en service le 6 février 2016 par la princesse royale Anne qui a dédié les nouvelles installations.
L'unité était affiliée au HMS Ark Royal (R07) avant sa mise hors service en mars 2011 et reste affiliée au Royal Navy Historic Flight (en), qui vole sur le Fairey Swordfish ""W5856, City Of Leeds".

## Unités résidentes
Situé dans le centre-ville de Leeds, le HMS Ceres réside dans la Carlton Barraks, qui abrite également : 
- le détachement de Leeds,
- la RMR Merseyside,
- plusieurs unités de l'Army Reserve,
- l'Officers' Training Corps de l'Université de Leeds.

L'unité partage Carr Lodge avec l'University Royal Naval Unit (en) des Universités du Yorkshire, exploitant un mess partagé, bien que chaque unité ait des bureaux, des cuisines et des salles de formation séparés.
Carlton Barracks est à distance de marche de la Leeds railwai station et des lignes de bus de la ville et est situé juste à côté de l'A58(M), près de Leeds Arena.